# قشلاق قره جالوحاجی صادق
قشلاق قره جالوحاجی صادق یک روستا در ایران است که در استان اردبیل واقع شده‌است. قشلاق قره جالوحاجی صادق ۴۷ نفر جمعیت دارد.